# Манастир Ђипша
Манастир Ђипша или Дивша, је српски манастир из скупине фрушкогорских манастира, смештен на западним обронцима Фрушке горе у Срему, између села Визића и Дивоша. Манастирска црква посвећена је Светом Николи.
Манастир припада Епархији сремској Српске православне цркве и представља непокретно културно добро као споменик културе од изузетног значаја.

## Историјат
Предање каже да је Манастир Ђипшу сазидао деспот Јован Бранковић крајем 15. века. Први поуздани подаци о овом манастиру у турским изворима потичу из 1566/1567. Црква је највероватније саграђена у 16. веку. Почетком 18. века Дивша је забележена као метох манастира Кувеждина, удаљеног око 5 km источно од Ђипше. У зависном положају Ђипша ће остати у наредном раздобљу.
Стара манастирска црква крстообразне основе, обновљена је 1744. године покровитељством Петра Јовановића, житеља Новога Сада. Била је посвећена празнику Преносу моштију Св. Николе. Године 1764. године, покровитељством „пустиножитеља“ Матеја, изграђена је нова припрата са звоником, над којом је основана капела посвећена Покрову Пресвете Богородице. Иконостас је резан 1751. године у Новом Саду, а сликао га је 1753-1754. године живописац Теодор Стефановић Гологлавац. У исто време започета је изградња конака. Црква и конаци били су скромне градње, у складу са положајем Ђипше као првобитног манастирског метоха. И поред тога монаштво Ђипше поседовало је више стотина јутара земље, па се уз манастир образовао и омањи прњавор истог имена, чији су становници радили на манастирским пољима.
Од почетка Првог светског рата до 1922. године Ђипша је била напуштена. Дуже времена је био под управом манастира Кувеждина (1706-1923). Проглашен је за самосталан манастир тек 1923. године, када је Кувеждин постао женски манастир. Како је Кувеждин имао велики број монахиња (око 50), то је Ђипша 1933. године враћена манастиру Кувеждину, и као такав и он је постао женски манастир. Пред Други светски рат у њему је живело пет монахиња.
У манастиру се чувало једно четворојеванђеље, писано крајем 15. века или почетком 16. века.
За време Другог светског рата, у време окупације и терора НДХ, усташе су срушиле цркву манастира Ђипше. Било је то 1944. године, када је манастир запаљен. Звоник је срушен минирањем. Зграде манастира су тешко оштећене, а иконостас растављен и однесен (делимично сачуван). Делови иконостаса су пренети прво у манастир Кувеждин, а потом у Музеј Срема. Оближњи прњавор је такође уништен у рату (спаљен - рушевине) и касније није обнављан. Преживели становници прњавора преселили су се у Ердевик. Шумарева кућа је порушена, ограда однесена, а бунар затрпан. У џибрани је стрељано и сахрањено 40 Срба, а неколико гробова има у порти. Током рата манастир је опустео.
Од 1980. године манастир је поново успостављен као женски и постепено се обнавља. Данас манастир чине Црква светог Николе и спратни конак северно од ње. Почетком 20. века то је била једина "глува" фрушкогорска светиња - без постављених звона.
Старешине манастира биле су; манастира Евлавија Познановић (2006—2011), Јустина Симић (2011—данас).